# Harelbeke-Antwerpen-Harelbeke 1962
Harelbeke-Antwerpen-Harelbeke 1962 was de vijfde editie van de wielerklassieker Harelbeke-Antwerpen-Harelbeke en werd verreden op 17 maart 1962. Het parcours was 213km lang. André Messelis won de koers.